# 28E CCFL
A carreira 28E é uma das seis carreiras eletroviárias da Carris, transportadora coletiva urbana da cidade de Lisboa, Portugal. Enquanto carreira que serve a zona central da cidade, é simbolizada com a cor laranja. Tem os seus terminais na Praça Martim Moniz e em Campo de Ourique (Prazeres). É a carreira mais procurada pelos turistas, já que quase exclusivamente promovida junto dos operadores. Tem um percuso longo, servindo várias zonas da cidade, sendo desde 1995 a única que utiliza a linha Palma-Graça-S.Vicente e a da Calçada de São Francisco, bem como o canal do antigo Elevador da Estrela.[carece de fontes?]

## Características
| segmento                  | data | ref.  |
| ------------------------- | ---- | ----- |
| Rua da Conceição - Graça  | 1906 | [ 1 ] |
| Camões - Estrela          | 1914 | [ 1 ] |
| Rua da Conceição - Camões | 1928 | [ 1 ] |
| Estrela - Prazeres        | ?    |       |

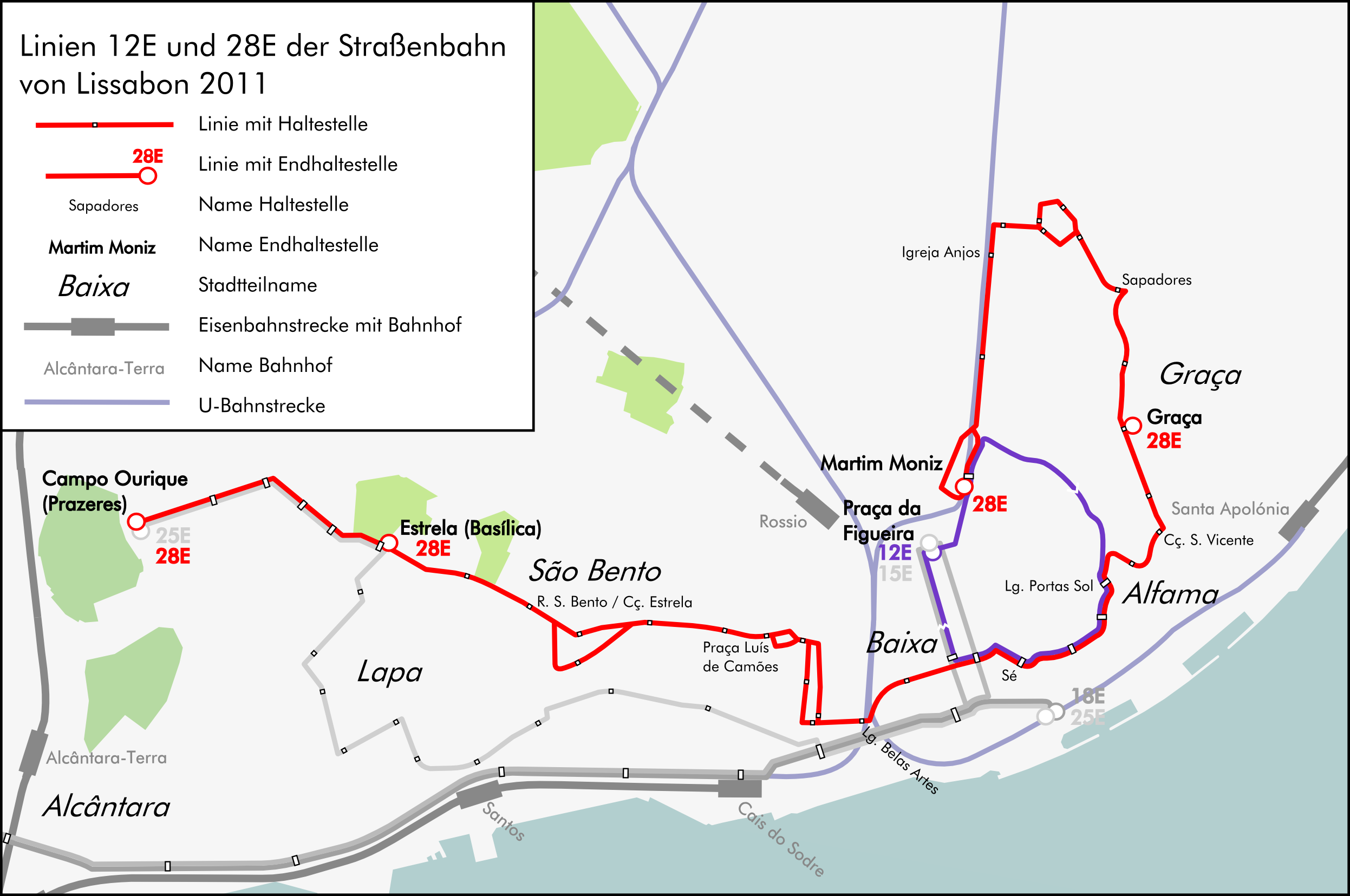
Mapa da carreira (a vermelho), em 2011.

É uma linha de perfil sinuoso, que atravessa maioritariamente zonas edificadas antigas. Serve diversas freguesias da cidade, como Campo de Ourique, Estrela, Misericórdia e S. Vicente de Fora, passando pelo centro histórico. Os tempos de espera rondam os 10 minutos.

## História
Por volta de 1994, era identificada com a cor azul em folhetos informativos da Carris.